# التحدي (فلم 2022)
التحدي هو فيلم روسي قادم من إخراج كليم شيبينكو وبطولة كليم وأوليغ نوفيتسكي ومجموعة من رواد الفضاء الروس، سيصبح الفيلم هو الأول الذي تم تصويره في الفضاء الخارجي.